# Noël Peyrevidal
 Noël Marius Peyrevidal dit Noël Peyrevidal, né le 8 décembre 1894 à Saint-Hilaire (Aude) et mort fusillé le 1er août 1944 par les Allemands au camp de Souge en Gironde, est un agent voyer, militant socialiste de l’Ariège et résistant français.

## Biographie
Noël Peyrevidal naît le 8 décembre 1894 à Saint-Hilaire (Aude),,.
Il est le fils de Jean Louis Peyrevidal et de Marie Dunglas, fonctionnaires originaires de Saint-Girons, en Ariège.

### Études
Il fait ses études secondaires à Saint-Gaudens (Haute-Garonne), puis à Saint-Girons.

### Agent voyer
Par concours, il entre dans l’administration des Ponts et Chaussées. Il devient agent-voyer secondaire à Foix, Ariège, puis à Saint-Girons.

### Première Guerre mondiale
Noël Peyrevidal est mobilisé en 1914. Il est fait prisonnier en 1915. Emmené en Allemagne, il passe devant un conseil de guerre qui lui inflige une peine de forteresse. À la faveur des troubles révolutionnaires de 1918, il s’évade et revient en France.

### Entre les Deux Guerres
En 1919, il devient agent-voyer à Castillon-en-Couserans, Ariège. À partir de 1928, il adhère à la section de Saint-Girons du Parti socialiste SFIO puis à celle de Foix. 

### Seconde Guerre mondiale
Il pose les jalons d’une action de Résistance (sous le pseudonyme Léon Paris) avec son ami, le député socialiste François Camel, un des quatre-vingts opposants à Vichy. Ce dernier meurt en mai 1941. Noël Peyrevidal procède dès juillet 1940 à la distribution clandestine de tracts et à la pose d’affiche. Révoqué depuis le 17 octobre 1940, il organise l’accueil et l’hébergement des « évadés » qui tentent de passer en Espagne, puis la résistance au Service du travail obligatoire (STO) en Allemagne. Il aide aux « passages » à travers les Pyrénées, sa propre demeure servant d’étape et d’asile. Il jette les bases d’organisation des maquis. Pour avoir organisé le 14 juillet 1941 à Foix une journée de luttes et de témoignages (graffitis, papillons, gerbe au monument aux morts, cris de « Vive la République ! »), il est arrêté le 31 août 1941 et emprisonné. Libéré le 20 juillet 1943, il reprend son action notamment avec une filière de passage en Espagne et entre au sein du mouvement Combat et des réseaux Alibi, Maurice et Nana.
Noël Peyrevidal s’attache à la réorganisation clandestine du Parti socialiste. Il assiste à Toulouse à son 1er congrès. Il devient secrétaire fédéral de l’Ariège. Il travaille en liaison avec les services de renseignements de la France libre à Alger. En octobre 1943, la Gestapo réussit à démanteler un réseau d’évasion dont Peyrevidal est la cheville ouvrière qui s’appuie sur le maquis d’Arignac.

#### Arrestation et exécution
Le 10 février 1944, la Gestapo l’arrête à son domicile alors qu’il traite une importante affaire de livraison d’armes aux maquis ou lors du passage en Espagne d’un important convoi de réfractaire au STO (selon les sources). Cinq jours de tortures ne lui arrachent aucun secret. Il est emprisonné à la prison Saint-Michel.
Le 2 juillet, Noël Peyrevidal est enfermé avec sept cent deux résistants, dont soixante deux femmes, dans les wagons bétaillers du convoi dit « train fantôme ». Le lendemain, le train, à destination de Dachau, se dirige vers Bordeaux, la ligne vers Lyon ayant été détruite. Pris pour un convoi militaire, il est bombardé par l'aviation britannique en gare de Parcoul-Médillac, près d'Angoulême. La locomotive détruite, il y reste stationné cinq jours. Le train revient à Bordeaux le 9 juillet. Les prisonniers restent plus de soixante heures en gare Saint-Jean, enfermés près du dépôt des locomotives dans les wagons bétaillers mais ravitaillés par le Secours national.
Dans la nuit du 12 au 13, ils sont, au bout d'une grande demi-heure de marche en rangs, entassés dans la synagogue de la ville transformée par les autorités allemandes en annexe insalubre de la prison du Hâ. La Fête nationale y est hardiment célébrée par une harangue de Noël Peyrevidal juché sur la tébah puis une Marseillaise suivie d'un chahut. Le 29 juillet, dix prisonniers, Noël Peyrevidal, Robert Borios, Litman Nadler, Pierre Fournera, le réfugié espagnol José Figueras Almeda, André Guillaumot, Marcel Jean-Louis, Emilio Perin, Joseph Uchsera et Albert Lautman, en sont extraits et conduits au fort du Hâ. Ils y rejoignent un groupe de trente six autres détenus, des maquisards qui ont été sélectionnés sur dossier par le Kommando IV de la Sicherheitspolizei de Bordeaux, KDS, que dirige le lieutenant S.S. Friedrich-Wilhem Dohse. Ils reçoivent chacun un carton « Zum Tode verurteilt ».
Le 31 juillet après midi, les condamnés sont emmenés au camp de Souge, qui se trouve à vingt cinq kilomètres à l'ouest du centre de Bordeaux, sur le territoire de la commune de Martignas-sur-Jalle, pour y être fusillés le soir même avec deux autres prisonniers. L'officier de garde français refuse de former le peloton d'exécution au prétexte que l'autorité dont émane l'ordre n'est pas mentionnée sur celui-ci. Le lendemain 1er août, le chef du convoi, l'Oberleutnant de la Wehrmacht Baumgartner, ne réussit pas à rassembler les gendarmes mobiles et ce sont des sous-officiers de la Feldgendarmerie qu'il commande pour procéder à ce qui est, aux termes du chapitre II de la Convention de La Haye relatif aux prisonniers de guerre, un crime de guerre. Les condamnés, conduits à un des deux sites d'exécution, sont attachés chacun à son tour à un des dix poteaux. Les corps sont jetés dans des fosses déjà prêtes. Vingt-sept jours plus tard, Bordeaux est libérée.

### Famille
Il épouse Albertine Fourcade.

## Honneurs
- Avenue Noël Peyrevidal, Castillon-en-Couserans, Ariège[10]
- Boulevard  Noël Peyrevidal, Saint-Girons,
- Rue Noël Peyrevidal, Foix[11],
- Plaque commémorative à Foix, portant la date du 29 juillet 1944, pour sa mort[12]